# Luis de Góngora
Pour les articles homonymes, voir Argote et Gongora (homonymie).
Luis de Góngora y Argote, né le 11 juillet 1561 à Cordoue où il est mort le 24 mai 1627, est un poète baroque espagnol, emblématique du cultisme.

## Biographie

### Formation et vocation
À l'âge de quinze ans, son père, don Francisco de Argote, un grand humaniste, prend grand soin de l'éducation de son fils en l'envoyant étudier le droit à l'université de Salamanque. Sans négliger la jurisprudence, il commence à écrire et compose des letrillas, et se rend vite compte que sa véritable vocation est la littérature.

### Carrière littéraire
Il se fait très vite connaître, et n'a que vingt-trois ans lorsque Miguel de Cervantes parle de lui avec éloge dans La Galatea parue en 1585, disant que ses vers « réjouissent et enchantent le monde entier » et le qualifiant de « génie sans pareil ».
En 1613, il compose les Solitudes, à l'origine divisée en quatre longs poèmes, mais dont il n'en écrivit que deux, et qui constituent le sommet de son œuvre.

### Style
On appelle gongorisme son style, particulièrement foisonnant, comme celui de ses imitateurs. Il est particulièrement développé dans sa poésie des Solitudes.
Federico García Lorca porte sur lui la fameuse affirmation : « C’est un problème de compréhension : Góngora, il ne faut pas le lire, mais l’étudier ».

### Éloge du peintre contemporain Le Greco
Il rencontre Le Greco par l'intermédiaire d'Eugenio de Narbona, frère de l’avocat Alonso de Narbona. C'est grâce à son poème Tombeau de Domenico Greco, excellent peintre, que l'on peut imaginer la tombe du Greco, disparue lors de la destruction de l'église de San Torcuato de Tolède en 1868 : 
De forme élégante, ô Passant,

Cette lumineuse pierre de porphyre dur

Prive le monde du pinceau le plus doux,

Qui ait donné l’esprit au bois et vie au tableau.

Son nom est digne d’un souffle plus puissant

Que celui des trompettes de la Renommée

Ce champ de marbre l’amplifie.

Vénère-le et passe ton chemin.

Ci-gît le Grec.

Il hérita de la Nature L'Art.

Il étudia L’Art.

D'Iris les couleurs.

De Phoebus les lumières et de Morphée les ombres.

Que cette urne, malgré sa dureté,

Boive les larmes, et en exsude les parfums.

Funèbre Écorce de l’arbre de Saba.

## Postérité

### Reprise auXXesiècle
Zdzisław Milner, poète français, traducteur d'ouvrages classiques de langue espagnole fait connaître Góngora dans la France du XXe siècle; il compare Góngora et Mallarmé dans un article de L'Esprit nouveau. Sa traduction des Vingt poèmes de Gongora est illustrée par Pablo Picasso.
Philippe Sollers lui consacre un roman intitulé L'Éclaircie, qui sera adapté au cinéma dans le film homonyme.
Jean Cocteau traduit le sonnet Tombeau de Domenico Greco, excellent peintre dans la section "Hommages et poèmes espagnols" de son recueil Clair-obscur. Il écrit, juste avant, un poème intitulé "Hommage à Gongora".

### Musée
La maison-musée Luis de Góngora y Argote, située à Cordoue, est une maison du XVIIe siècle qui a été transformée en musée mais aussi en centre d'études consacré à l'œuvre du poète ; elle a ouvert en 2006.
Il est inhumé dans la mosquée-cathédrale de Cordoue.